# Jacques Stil
Jacobus Gerardus (Jacques) Stil (Amsterdam, 13 maart 1906 – Overveen, 16 juli 1944) was een Nederlandse verzetsstrijder tijdens de Tweede Wereldoorlog.
Jacques Stil werkte voor de Persoonsbewijzencentrale en werd actief in de Knokploeg Amsterdam-West. Hij nam deel aan de overval op het Huis van Bewaring I te Amsterdam (14-15 juli 1944).
Hij werd op 16 juli 1944 in de duinen bij Overveen gefusilleerd, samen met dertien andere mannen (onder wie de bekende verzetsstrijder Johannes Post). Alle slachtoffers werden in een massagraf in de duinen begraven. Stil ligt herbegraven op de Eerebegraafplaats Bloemendaal.

## Eerbetoon
Zijn naam staat vermeld op de Erelijst van Gevallenen 1940-1945.